# Luzonargiolestes realensis
Luzonargiolestes realensis là loài chuồn chuồn trong họ Argiolestidae. Loài này được Gapud & Recuenco-Adorada mô tả khoa học đầu tiên năm 2001.